# مقاطعة ماثيوز (فيرجينيا)
 مقاطعة ماثيوز  (بالإنجليزية:  Mathews County)‏ هي إحدى المقاطعات في ولاية فيرجينيا في الولايات المتحدة الأمريكية.

## أعلام
- روفوس إدوارد فوستر
- جون ارين كوكي